# Gourhel
Gourhel (bret. Gourhael) – miejscowość i gmina we Francji, w regionie Bretania, w departamencie Morbihan.
Według danych na rok 1990 gminę zamieszkiwało 418 osób, a gęstość zaludnienia wynosiła 148 osób/km² (wśród 1269 gmin Bretanii Gourhel plasuje się na 875. miejscu pod względem liczby ludności, natomiast pod względem powierzchni na miejscu 1077.).